# Alessandro Mara
Alessandro Mara, pseudonimo di Alessandro Maraniello (Finale Emilia, 13 luglio 1973), è un cantautore italiano.

## Biografia
Nacque a Finale Emilia (MO) e crebbe a San Felice sul Panaro (MO) vicino a Modena, dove si iscrisse alla Facoltà di Giurisprudenza. Di buone qualità canore, nel 1993 decise di partecipare alle selezioni per Sanremo Giovani, inviando una audiocassetta all'allora Compagnia Generale del Disco (poi assorbita dalla Warner Music Italy), dove fu scelto per le selezioni di Sanremo Giovani del 1995.
Alla kermesse sanremese presentò un brano pop dal titolo Chiara, riuscendo a qualificarsi per la successiva edizione del Festival di Sanremo 1996, sempre nella categoria "Giovani".
Sul palcoscenico del Teatro Ariston del 1996 propose il brano Ci sarò, che ottiene dei buoni riscontri, all'incirca simili al precedente. Nello stesso anno, uscì il suo primo album, che portò il suo nome d'arte, "Alessandro Mara", sempre distribuito dalla CGD. Dopo tre anni, la casa di distribuzione tedesco-canadese Mint Records distribuì lo stesso album all'estero, con un discreto successo.
In quanto partecipante ai Giovani 1996, Alessandro fu ammesso d'ufficio alla prima serata del Festival di Sanremo 1997 con il brano Attimi, in qualità di aspirante alla promozione Big, tuttavia con obiettivo mancato attraverso l'eliminazione. Dopo Sanremo, fu pubblicato il secondo album, Amarsi cos'è, prodotto e distribuito dal cantante e suo amico Eros Ramazzotti, album che però passò inizialmente inosservato. 
Nel 1999 trasferitosi in Svizzera  fondó una casa di produzione musicale, la Chiaramusic S.a.g.l. con sede a Riva San Vitale, in Svizzera.
Nel 2002 fu pubblicato il suo terzo album, intitolato A volte volo, e contenente 13 brani, anticipato dal singolo Nessun'altra. In Italia l'album non trovò una casa di distribuzione, e si dovette quindi sempre appoggiare alla Mint Records. Nello stesso anno, Alessandro partecipò come autore in un album di Fausto Leali, per il quale scrisse tre canzoni (Goccia di Luna, Questo amore è una favola e Vivere te), ed iniziò parallelamente a lavorare ad un progetto nel Canton Ticino, il "Mara&Meo Festival", una sorta di Sanremo / Zecchino d'Oro per bambini svizzeri, che otterrà un discreto successo almeno per un decennio circa.

### Anni recenti
Nel 2004 la Chiaramusic S.a.g.l. confluì nell'azienda svizzera Edilcompliance S.a.g.l. e, di fatto, Alessandro si occuperà quasi esclusivamente di contratti di compravendita immobili nel Canton Ticino, in qualità di associato e gestore. 
Nel 2013, in collaborazione con Nicola Penta, già uomo d'affari del Cesena Calcio, si occuperà dei contratti dell'Associazione Calcio Reggiana e del relativo affitto dello stadio di calcio di Reggio Emilia.
Successivamente prende parte ad una cordata che rifonda il Mantova calcio partecipando attivamente alla nuova gestione della stagione 2017/18 in serie D. 
Nel 2023 riattiva tutti i profili Social, e pubblica su tutte le piattaforme digitali i primi 2 album Alessandro Mara e Amarsi Cos'è annunciando il suo ritorno sulle scene musicali dopo oltre vent'anni con il Singolo Siamo Io e te che sarà arrangiato da Umberto Iervolino già produttore del suo primo Album, e autoprodotto dallo stesso Alessandro Mara, l'uscita del nuovo singolo è prevista per maggio.
Oggi svolge la professione di fiduciario immobiliare della Ticino Real Estate.

## Discografia

### Album
- 1995 - Alessandro Mara (CGD)
- 1998 - Amarsi cos'è (Radiorama)
- 2002 - A volte volo (Mint Records)

### Singoli
- 1995 - Chiara (CGD)
- 1995 - Chiara e Hold on, promo con Jamie Walters (Warner Music Italy)
- 1996 - Ci sarò (CGD)
- 1997 - Attimi (CGD)
- 1998 - Amarsi cos'è (CGD)
- 2003 - Questione di noi e Non dirmelo se vuoi (High Fashion Music)
- 2024 - Siamo io e te (Alessandro Mara)